# Jellinek János
Jellinek János (1910–1942) turisztikai szakíró, barlangkutató.

## Tevékenységei
Az 1911-ben megalakult Budapesti Turista Egyesület vezetőségi tagja volt. Leginkább a barlangok érdekelték, de a síelés is közel állt hozzá. Jó barátságban volt Schőnviszky Lászlóval, akivel több közös barlangtúrán vettek részt. Elsősorban a Solymári-ördöglyukat kutatta, amiről több cikke és egy túravezető-füzete is megjelent. Kiemelkedő munkája A magyar természetjárás története című zsebkönyv, amely a Magyar Turista Szövetség pályázatán I. díjat nyert. A Hegymászó című folyóirat felelős szerkesztője volt. A Magyar Turista Szövetség tanácsosa és a Sajtó- és propagandabizottságának a titkára volt.

## Publikációi
- A magyar turistaság morális jövője. Turistaság és Alpinizmus, 1927. (17. évf.) 11–12. sz. (november–december) 194–196. old.
- Egyedül... Turistaság és Alpinizmus, 1929. (19. évf.) 1. sz. (január) 17–19. old.
- A solymári Ördöglyuk-barlang. Weekend-élet, 1930. (1. évf.) 119–120. old. 4 képpel
- A természetjárás iskolája. Budapest, 1932. 72 old.
- A Solymári-barlang örök éjszakájában. A Természet, 1932. (28. évf.) 9–10. sz. 110–113. old.
- Országos síkalauz. (1935) (Schőnviszky Lászlóval és Kun Miklóssal)
- 1935 ősz. (1935)
- Barlangügy – turista ügy. Magyar Turista Élet, 1935. (3. évf.) 21. sz. 2. old.
- Válasz a Solymári barlang ellen elhangzott panaszra. Magyar Turista Élet, 1935. (3. évf.) 23–24. sz. 26–27. old.
- A Solymári barlang. Az útvonalak részletes leírásával. Budapest, 1936. 36 old. 5 kép.
- A Magyar Barlangkutató Társulat... (A Solymári-ördöglyuk helyneveinek megállapítására kiküldött bizottság jelentése) Barlangvilág, 1936. (6. köt.) 1–2. füz. 44. old.
- A si. (1937) (szerkesztette)
- A MTSz Barlangbizottsága... (1937. máj. 5-én ülést tartott) Turisták Lapja, 1937. május. (49. évf. 5. sz.) 211. old.
- Solymári barlang. Turisták Lapja, 1937. március. (49. évf. 3. sz.) 99–100. old.
- Újabb barlangi kutatások. Turisták Lapja, 1937. május. (49. évf. 5. sz.) 211. old.
- A magyar természetjárás története. Budapest, 1939. A Budapesti Turista Egyesület kiadása. 117 old.

## Emlékezete
- 1936-ban a Solymári-ördöglyukban róla nevezték el a betonlépcsőt Jellinek János-lépcsőnek, melyet márványtáblával is elláttak.